# Phillip Martin
Phillip Martin (Philadelphia (Mississipi), Estats Units, 13 de març de 1926 - Jackson (Mississipi), 4 de febrer de 2010) ha estat el primer cap escollit democràticament de la Banda Mississipi d'indis choctaw, una tribu reconeguda federalment de 8.300 membres registrats que viuen en una àrea de 30,000 acres (120 km²) al centre est de Mississippi. Martin té el rècord de 40 anys de servei al govern tribal, incloent 32 anys com a cap electe de la tribu. Va deixar el càrrec el 2007 després de l'elecció de Miko Beasley Denson.

## Carrera
Després de servir a les Forces Aèries dels Estats Units durant una dècada, Martin va tornar a la seva llar a Mississippi i va entrar lideratge tribal el 1957. A nivell nacional, Martin havia exercit com a president de l'Associació Nacional de Caps Tribals, i president de la United South and Eastern Tribes, Inc. (USET), associació de les 23 tribus reconegudes federalment a la part oriental dels Estats Units i que va fundar el 1969. Va ser el primer president de la Junta de Regents de la Haskell Indian Junior College, entre 1970 i 1976 (ara Haskell Indian Nations University).
Fou el primer cap tribal elegit el 1979. En aquest període, Martin va treballar amb altres líders tribals per adquirir i mantenir l'acreditació per Haskell, i per millorar les instal·lacions del campus, incloent la construcció dels dormitoris, una cafeteria, centre de recursos, i la casa de camp. El 1992 va fundar la United South and Eastern Tribes Gaming Association, que va presidir fins al moment de la seva mort.

## Mort i llegat
Martin va morir el 4 de febrer de 2010 a un hospital de Jackson, Mississipi després de patir un atac de cor uns dies abans. Li van sobreviure la seva esposa Bonnie Kate Bell, les seves dues filles Deborah i Patricia, cinc nets i quatre besnets. Abans de la seva mort va escriure Chief: The Autobiography of Phillip Martin.